# Luis Alberto Lacalle Pou
Luis Alberto Aparicio Alejandro Lacalle Pou (* 11. srpna 1973 Montevideo, Uruguay) je uruguayský politik, právník a mezi lety 2020 až 2025 prezident Uruguaye.

## Životopis
Pochází z politické rodiny. Jeho otec je Luis Alberto Lacalle, bývalý prezident Uruguaye, matka je senátorka Julie Pou a je vnukem Luise Alberta de Herrery, hlavního vůdce Národní strany po několik desetiletí. Navštěvoval The British Schools v Montevideu a v roce 1998 vystudoval práva na Katolické univerzitě v Uruguayi.
Ve volbách do sněmovny v roce 1999 byl zvolen zástupcem pro Canelones, kdy převzal mandát své matky. V roce 2004 a 2009 byl znovu zvolen za politickou stranu Národní strany, hnutí založené jeho pradědečkem Luisem Alberto de Herrera, kde ve sněmovně působil až do roku 2015.
Dne 30. března 2014 zahájil svou kandidaturu na prezidentské volby v Uruguayi a 1. června byl nominován za kandidáta své strany. Dostal se do druhého kola prezidentských voleb konané 30. listopadu 2014, ale s 43,37 % hlasů byl poražen Tabarém Vázquezem.
V roce 2019 znovu kandidoval na prezidenta a 30. června 2019 a byl zvolen jako kandidát za svou stranu na prezidentské volby. V prvním kole, které se konalo 27. října, byl s 28,6 % hlasů na druhém místě za Danielem Martínezem, který získal 39,2 % hlasů. Dne 24. listopadu se konalo druhé kolo voleb, kde získal 50,8 % hlasů, a tak vyhrál. Do úřadu nastoupil 1. března 2020.